# Antoni Klimek
Antoni Klimek (ur. 4 sierpnia 2002 we Wrocławiu) – polski piłkarz występujący na pozycji pomocnika lub napastnika w polskim klubie Puszcza Niepołomice oraz w reprezentacji Polski U-21.